# José de Faria Costa
José Francisco de Faria Costa GCC (Porto, 26 de janeiro de 1950) é, desde 2019, Diretor da Faculdade de Direito da Universidade Lusófona de Humanidades e Tecnologias, professor catedrático da Faculdade de Direito da Universidade de Coimbra, presidente da Mesa da Assembleia Geral do Instituto de Direito Penal Económico e Europeu e Coordenador Científico da Secção de Direito Penal da Faculdade de Direito da Universidade de Coimbra. Foi  Provedor de Justiça de Portugal entre 2013 e 2017 e Presidente da Federação Ibero-Americana de Ombudsman (FIO).

## Vida
Filho de Joaquim Costa e de sua mulher Maria Fernanda Esteves de Faria, fez os seus estudos a nível do ensino secundário no Liceu de D. Manuel II, no Porto, tendo-se matriculado, em 1968, na Faculdade de Direito da Universidade de Coimbra, onde veio a concluir a licenciatura, em fevereiro de 1974, com a classificação final de 17 valores. Pós-graduou-se, na mesma Faculdade, em 1980, em Ciências Jurídico-Criminais, apresentando a dissertação "A caução de bem viver. Um subsídio para o estudo da evolução da prevenção criminal", tendo obtido a classificação final de Muito Bom, com 18 valores.
Em 10 de março de 1992, doutorou-se, na Faculdade de Direito da Universidade de Coimbra, apresentando-se a provas públicas com a tese "O perigo em direito penal (Contributo para a sua fundamentação e compreensão dogmáticas)", tendo sido aprovado, por unanimidade, com distinção e louvor. Em 1997, é aprovado por unanimidade nas provas, por concurso documental, para a categoria de professor associado. Em 6 e 7 de março de 2003, faz provas públicas de agregação, tendo sido aprovado por unanimidade. Em janeiro de 2004, é aprovado, por unanimidade, em concurso público documental, para a categoria de professor catedrático.
Em 31 de julho de 2013, tomou posse como Provedor de Justiça de Portugal, exercendo o cargo até 2 de novembro de 2017, quando foi substituído por Maria Lúcia Amaral.
Em 10 de março de 2016, assumiu a Presidência da Federação Ibero-Americana de Ombudsman (FIO).
Em 5 de dezembro de 2017, foi agraciado com a Grã-Cruz da Ordem Militar de Nosso Senhor Jesus Cristo.

## Obra
Os pontos fundamentais da sua obra científica são a doutrina geral da infração penal, em especial os fins das penas, o conceito de culpa e a noção de perigo, o direito penal médico, o direito penal secundário e a filosofia do direito. No tocante à Parte Especial do Código Penal, tem tratado alguns "problemas gerais" e, mais aprofundadamente, dos crimes contra a vida, dos crimes contra a honra e, também, dos crimes contra o património. Tem extensa obra publicada e muitos dos seus textos encontram-se traduzidos em espanhol, em italiano e em alemão.
Na sua dissertação de Doutoramento, como também no seu manual e em diversos outros escritos, afirma-se como neoretribucionista, defendendo uma fundamentação onto-antropológica do direito penal, em que a pena repõe o sentido primevo da relação de cuidado-de-perigo. No âmbito do direito penal secundário, tem aprofundado a temática da responsabilidade penal das pessoas colectivas, manifestando-se favorável à existência de um sujeito passivo da relação punitiva que é uma entidade construída, na justa medida em que os seus alicerces dogmáticos sejam materialmente fundamentados. Recorre, aqui, à racionalidade material dos lugares inversos, argumentação que se recorta de uma linha metodológica apoiada nos cortes permitidos pela unidade intra-ordenativa do ordenamento jurídico-penal.
Particularmente controversas têm sido as posições assumidas por si no patamar do direito penal médico, em concreto, quanto ao conceito de acto médico. O conceito alargado que defende, onde aceita, mediante restritos e apertados pressupostos, a ideia de "curar para além da cura" como uma ajuda ao "deixar de viver", tem marcado a actual discussão que se faz sobre o tema.
O seu pensamento encontrou forte acolhimento também no Brasil, sobretudo a partir dos trabalhos de Fabio Roberto D'Avila, Professor Titular de Direito Penal da Pontifícia Universidade Católica do Rio Grande do Sul.

## Percurso profissional
- Presidente da Federação Ibero-Americana de Ombudsman (FIO) (10 de março de 2016)
- Provedor de Justiça de Portugal (desde 2013)
- Coordenador Científico da Secção de Direito Penal da Faculdade de Direito da Universidade de Coimbra (desde 2014)
- Comissário externo da Comissão avaliadora, referente aos Professores Catedráticos e Associados (sector concursal 12/G1 - Direito Penal), no âmbito da Abilitazione Scientifica Nazionale, Itália (2013-2014)
- Presidente da Mesa da Assembleia Geral do Instituto de Direito Penal Económico e Europeu (desde 2013)
- Presidente do Instituto de Direito Penal Económico e Europeu (2009-2013)
- Vogal do Conselho Superior de Magistratura (2009-2013)
- Membro do Conselho Geral da Universidade de Coimbra (2008-2013)
- Presidente do Conselho Directivo da Faculdade de Direito da Universidade de Coimbra (2005-2009)
- Director da Imprensa da Universidade de Coimbra (2005-2009)
- Avaliador do Departamento de Direito Penal da Faculdade de Direito da Universidade de São Paulo (2005)
- Presidente do grupo português da Associação Internacional de Direito Penal (1998)
- Membro do Conselho de Redacção e do Conselho Científico das mais prestigiadas revistas, nacionais e estrangeiras, da sua especialidade.

## Publicações (Seleccionadas)
- Noções Fundamentais de Direito Penal (Fragmenta iuris poenalis), 4.ª Edição, Coimbra: Coimbra Editora, 2015
- Beccaria e o Direito Penal: três estudos, 1.ª Edição, Coimbra: Coimbra Editora, 2015
- Noções Fundamentais de Direito Penal (Fragmenta iuris poenalis), 3.ª Edição, Coimbra: Coimbra Editora, 2012
- Direito Penal e Globalização, Coimbra: Coimbra Editora, 2010
- Linhas de Direito Penal e de Filosofia, Coimbra, Coimbra Editora, 2005
- Direito Penal Especial. Contributo a uma sistematização dos problemas "especiais" da Parte Especial", Coimbra: Coimbra Editora, 2004
- O Perigo em Direito Penal, Coimbra: Coimbra Editora, 1992, reeditado em 2000.

## Vida Literária
Não é apenas penalista, mas afirma-se também como escritor, poeta e cultor da doutrina do Estado. Publica, em nome próprio, duas obras, A Razão das Coisas e Cartas a Sofia. Sob o nome literário de Francisco d'Eulália, inicia a sua vida nas letras em 1999, com a obra Belém e outros escritos breves, publicando, em 2002, a obra A cor da manhã.
Em 2006, publica o seu primeiro livro de poemas, A Raíz do Teu Gesto, dois anos após o que surge o seu segundo livro de poemas, No Regaço da Memória. A terceira obra poética de Francisco d'Eulália, Poesia & Minuscula Moralia, é editada em 2010. Em 2013, é publicada a quarta obra poética de Francisco d'Eulália, 66 Poemas e Onze Repetições. Em 2015, é publicada a quinta obra poética de Francisco d'Eulália, Canto Longo & Outros Poemas.